# Allar Raja
Allar Raja   (Sindi, 22 de juny de 1983) és un remer estonià. Guanyà una medalla de bronze en els Jocs Olímpics de Rio de Janeiro de 2016 en la categoria de rems quàdruple junt a Andrei Jämsä, Tõnu Endrekson i Kaspar Taimsoo. És un membre del club de rem "SK Pärnu" situat a Pärnu.